# Gmina Læsø
Gmina Læsø (duń. Læsø Kommune)  – jedna z duńskich gmin w regionie Jutlandia Północna (do 2007 r. w okręgu Nordjyllands Amt).
Gmina Læsø została utworzona 1 kwietnia 1970 na mocy reformy podziału administracyjnego Danii. Kolejna reforma w 2007 r. potwierdziła status gminy.
Siedzibą władz gminy jest wyspa Læsø. Na terenie gminy (i na wyspie) znajdują się trzy miasta: Byrum, Vesterø Havn oraz Østerby Havn.

## Dane liczbowe
- Liczba ludności: (♀ 1 075 + ♂ 1 070) = 2 145
  - wiek 0-6: 5,3%
  - wiek 7-16: 12,3%
  - wiek 17-66: 61,3%
  - wiek 67+: 21,1%
- zagęszczenie ludności: 19,0 osób/km²
- bezrobocie: 8,6% osób w wieku 17-66 lat
- cudzoziemcy z UE, Skandynawii i USA: 224 na 10.000 osób
- cudzoziemcy z krajów Trzeciego Świata: 28 na 10.000 osób
- liczba szkół podstawowych: 1 (liczba klas: 15)

## Galeria

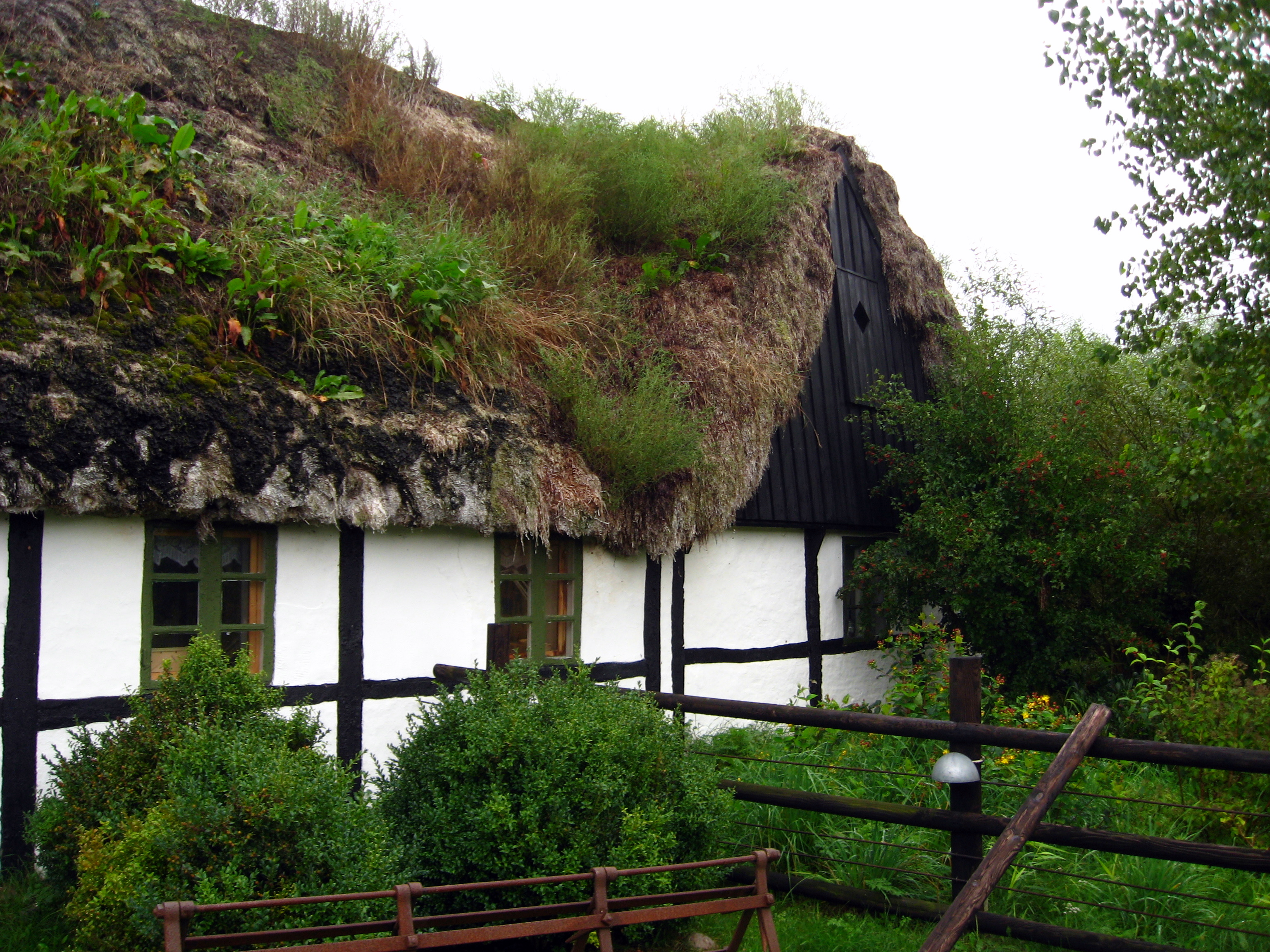
Charakterystyczny dla Læsø dom z dachem krytym wodorostami
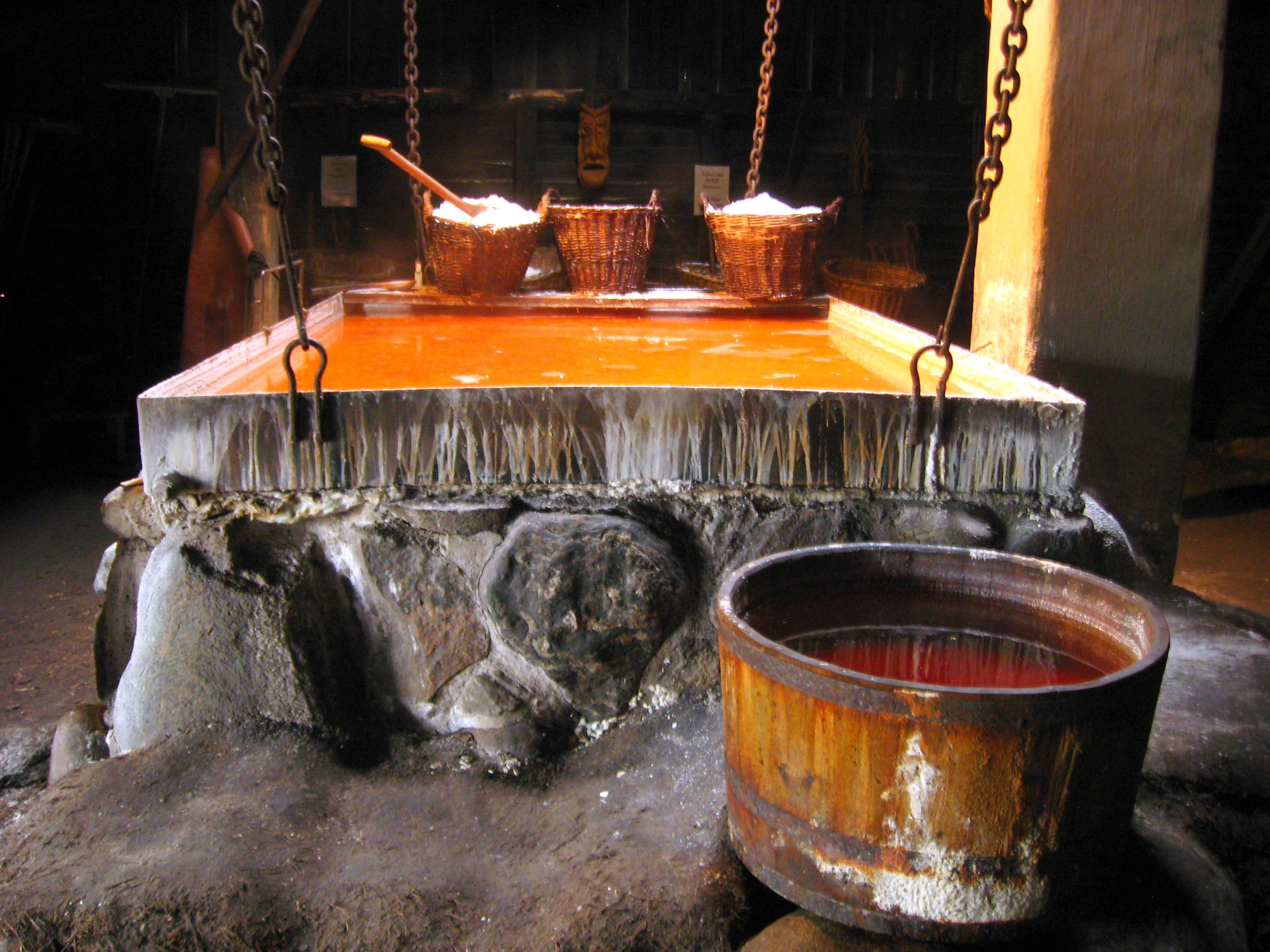
Warzenie soli – skansen na Læsø
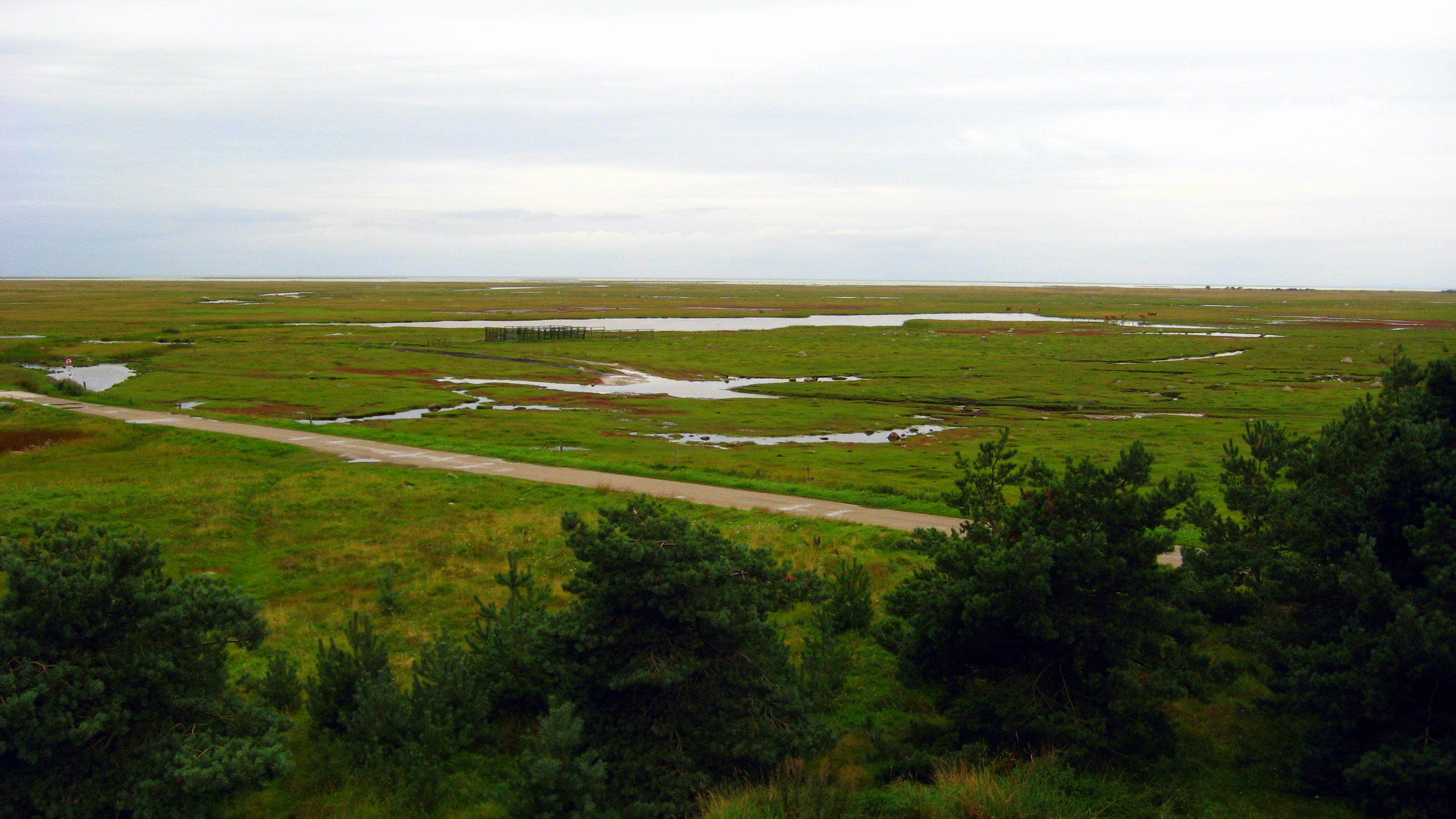
Krajobraz Læsø
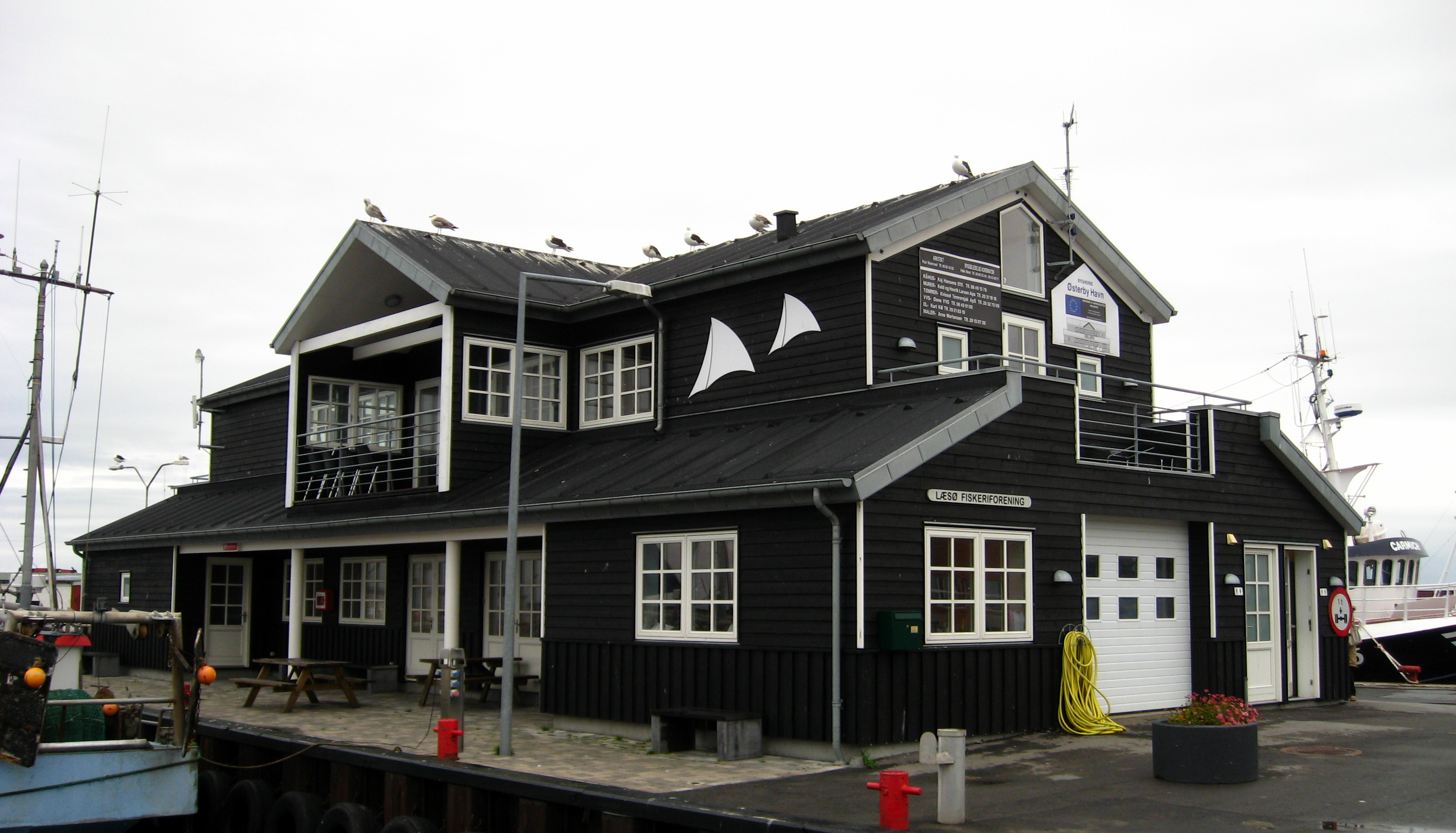
Siedziba stowarzyszenia rybaków na Læsø